# Almut Hege-Schöll
Almut Hege-Schöll (* 8. Juni 1958 in Kempten als Almut Hege) ist eine deutsche Curlerin. 

## Karriere
Hege-Schöll wurde dreimal Europameisterin im Curling: als Skip 1984 in Morzine und als Third 1986 in Kopenhagen sowie 1987 in Oberstdorf.
Bei dem Demonstrationswettbewerb der Olympischen Winterspiele 1988 in Calgary spielte Hege-Schöll auf der Position des Third. Das Team belegte den vierten Platz. 
Bei der Curling-Weltmeisterschaft der Damen 1984 in Perth gewann sie die Bronze-Medaille und bei der Curling-Weltmeisterschaft der Damen 1987 in Chicago die Silbermedaille.
Ihr größter Erfolg war der Gewinn der Goldmedaille bei der Curling-Weltmeisterschaft der Damen 1988 in Glasgow. Im Team mit Skip Andrea Schöpp, Second Monika Wagner und Lead Susanne Koch gewann man das Finale gegen Kanada mit 9:3 Steinen und wurde Weltmeister.
Almut Hege und Susanne Koch machten im Jahr 1978 gemeinsam Abitur am Gertrud-von-le-Fort-Gymnasium Oberstdorf, einer Eliteschule des Sports.
Im Jahr 2013 war Almut Hege-Schöll zusammen mit ihrer Tochter Pia-Lisa Schöll Mitglied des deutschen Teams bei der Mixed-Curling-Europameisterschaft in Edinburgh, das in der Besetzung Andy Kapp (Skip), Petra Tschetsch (Third), Holger Höhne (Second) und Pia-Lisa Schöll (Lead) den EM-Gastgeber und Titelverteidiger Schottland besiegte und die Goldmedaille gewann.